# 弗雷德里克·L·帕克森
弗雷德里克·洛根·帕克森 (英語：Frederic Logan Paxson，1877年2月23日—1948年10月24日）是一位美国历史学家，代表作品有《美国边疆史》（History of the American Frontier，曾获1925年普利策历史奖 ）、《新美国》（The New Nation）等。